# Spilosoma rustica
Spilosoma rustica là một loài bướm đêm thuộc phân họ Arctiinae, họ Erebidae.